# Cabo de San Vicente

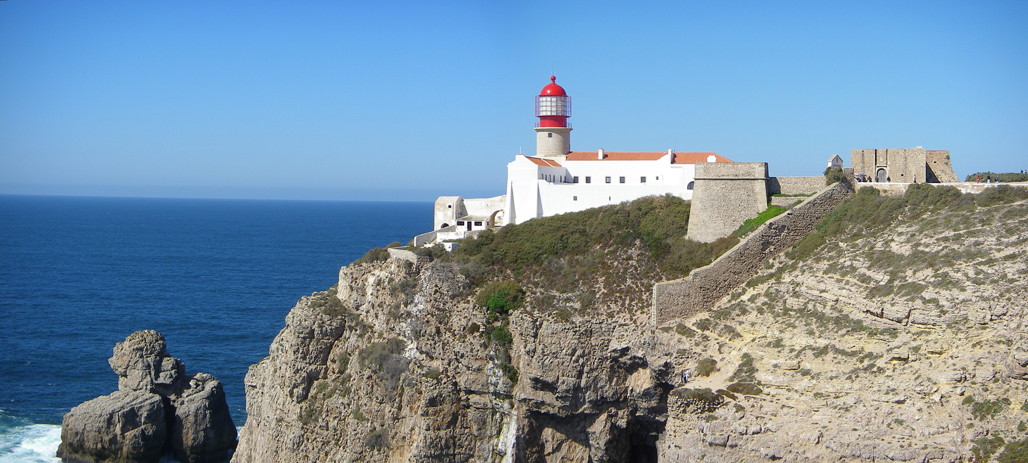
El cabo de San Vicente con el faro.

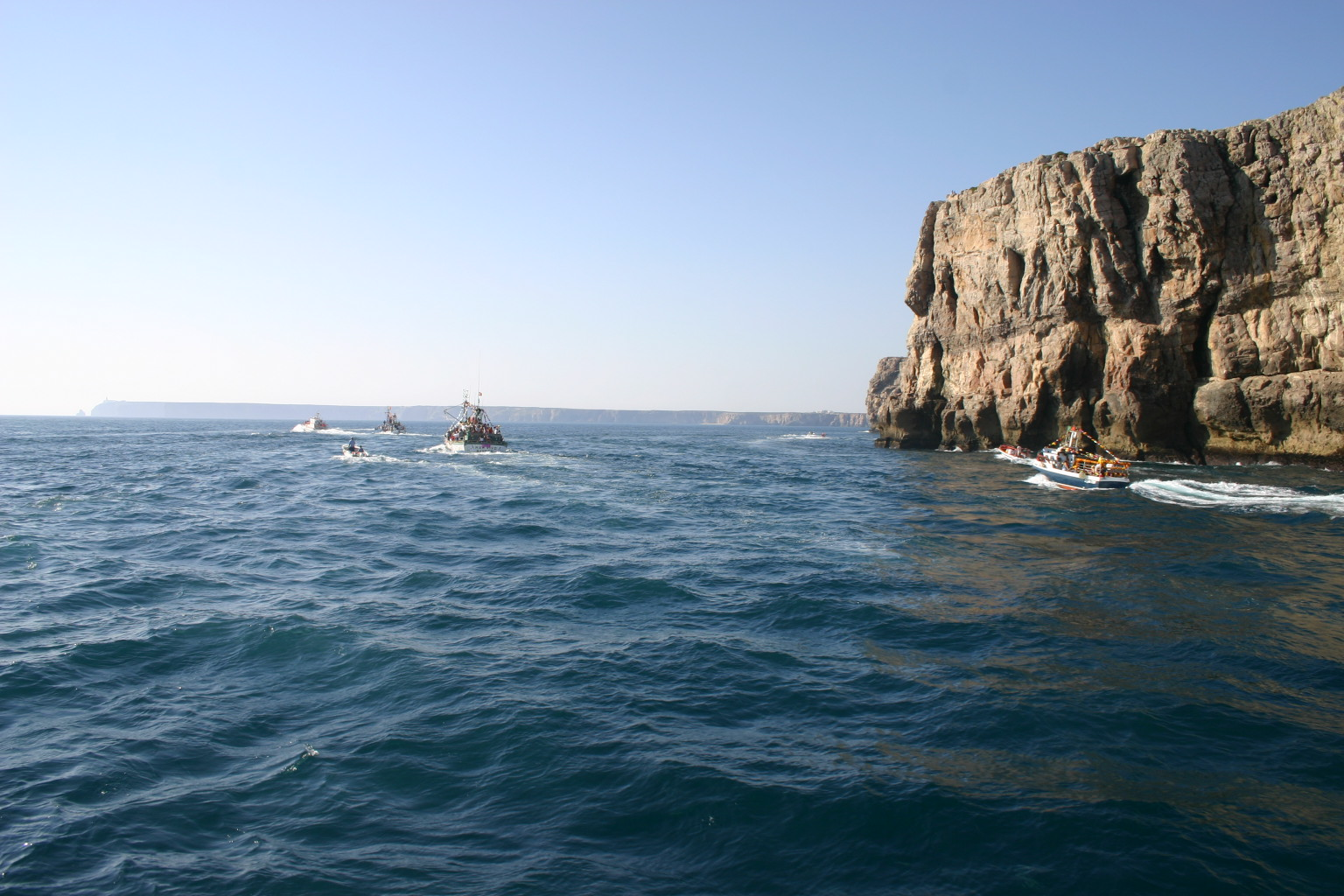
El cabo de San Vicente desde el sur (al fondo).

El cabo de San Vicente (en portugués Cabo  de São Vicente) es un accidente geográfico situado en el extremo sudoeste de Portugal, que marca el límite occidental del golfo de Cádiz. Se encuentra cerca de Sagres, concejo de Vila do Bispo (Algarve). Se le conocía en tiempos romanos como Promontorium Sacrum, lugar dedicado al dios Saturno. Según la Geografía de Estrabón, es el punto más occidental de la ecúmene (III, 1, 4).
En el cabo hay una antigua fortaleza visitable y un faro. En Lagos, a 25 km del cabo hacia el este, el Infante Enrique el Navegante estableció su escuela de navegación en el siglo XV, impulsora de los grandes descubrimientos portugueses.
Desde el cabo es posible apreciar el paso de barcos que transitan entre el Mediterráneo y el norte de Europa.
Estrabón (63 a. C. o 64 a. C. – 23 d. C.) al describir la península ibérica, dijo de él que «no era el punto más occidental de Europa, sino de todo el mundo habitado».
Frente a este cabo se produjo la conocida como batalla del Cabo de San Vicente el 14 de febrero de 1797, aunque otras batallas anteriores también recibieron el mismo nombre.

## Terremotos
El poderoso terremoto de 1755 afectó de lleno a Portugal y a este cabo por consiguiente, formando tsunamis en la costa.
El 28 de febrero de 1969 se produjo un seísmo de magnitud 7,3 a 200 km al suroeste del cabo, en la falla Azores-Gibraltar.
En la misma zona se produjo un terremoto de magnitud 6,1 el 12 de febrero de 2007.
Y otro a 100 km del cabo, de magnitud 6,2 el 17 de diciembre de 2009.

## Flora
En la costa vicentina se distinguen tres áreas distintas en las que crecen diferentes especies: la llanura, la sierra y los acantilados. Aunque la vegetación es principalmente mediterránea, sorprende la presencia de especies serranas y de climas húmedos, tan cerca del mar, casi en el límite de su tolerancia invernal.
Especies raras, endémicas y en peligro de extinción, prioritarias en los objetivos de protección nacionales y europeos, predominan en la costa vicentina. Plantas como Biscutella vicentina, Diplotaxis vicentina, Hyacinthoides vicentina, Astragalus vicentinus, Centaurea vicentina, y Scilla vicentina, ilustran claramente, que su área de extensión se limita a esta región.
También algunas asociaciones de plantas son únicas en el mundo, tales como Silene rotlunaleri y Cistus palhinhae. De mayor rareza es Silene rotlunaleri almogravensis y Plantago, que se habían considerado extinguidas cuando, en la década de los 90, se encontraron pequeñas poblaciones de ambas especies.

## Batallas del Cabo de San Vicente
En el cabo de San Vicente se han producido las siguientes batallas:
- Batalla del Cabo de San Vicente (1719), que tuvo lugar el 21 de diciembre de 1719: victoria de un escuadrón de la Real Armada Española al mando de Rodrigo de Torres sobre una fuerza similar de la Marina Real Británica comandada por el comodoro Philip Cavendish.
- Batalla del Cabo de San Vicente (1780), que tuvo lugar el 16 de enero de 1780: una flota española comandada por Juan de Lángara es derrotada por la flota británica al mando de George Rodney.
- Batalla del Cabo de San Vicente (1797), que tuvo lugar el 14 de febrero de 1797: una flota española comandada por José de Córdova es derrotada por la flota británica comandada por John Jervis.